# 魔法天使
《魔法天使》（魔法のエンジェルスイートミント），是一部日本的电视动画作品，于1990年5月2日至1991年3月27日期间在东京电视台播放47集。香港於1991年由TVB播放，台灣於1992年至1993年由華視播放。

## 主要角色
ミント（港译：美儀）
日本配音員：笠原弘子
香港配音員：黃麗芳
プラム（港译：布拉姆）
日本配音員：佐佐木望
香港配音員：曾佩儀
タクト（港译：多達）
日本配音員：渕崎ゆり子
香港配音員：雷碧娜
ナッツ（港译：娜絲）
日本配音員：玉川紗己子 
香港配音員：孫明貞
へんてこ博士（港译：湯馬士博士）
香港配音員：馮永和